# Mima Ito
Mima Ito (Iwata, Shizuoka, 21 oktober 2000) is een Japanse professioneel tafeltennisser. Ze speelt rechtshandig, met de shakehandgreep.
In 2016 (Rio de Janeiro) en 2020 (Tokio) nam zij deel aan de Olympische spelen.

## Belangrijkste resultaten
- Goud op de Olympische Zomerspelen in Tokio op het onderdeel gemengd dubbel met Jun Mizutani in 2020
- Zilver met het Japanse vrouwenteam op de Olympische Zomerspelen in Tokio in 2020
- Brons met het Japanse vrouwenteam op de Olympische Zomerspelen in Rio de Janeiro in 2016
- Brons op de Olympische Zomerspelen in Tokio op het onderdeel vrouwen enkelspel in 2020

- Tweede plaats op de wereldkampioenschappen 2016 met het Japanse vrouwenteam
- Tweede plaats op de wereldkampioenschappen 2018 met het Japanse vrouwenteam
- Tweede plaats op de wereldkampioenschappen 2019 op de vrouwendubbel, samen met Hina Hayata
- Derde plaats op de wereldkampioenschappen 2017 op de vrouwendubbel, samen met Hina Hayata